# Castillo de la Villa de Martos
Castillo de la Villa de Martos är ett slott i Spanien.   Det ligger i provinsen Provincia de Jaén och regionen Andalusien, i den södra delen av landet, 300 km söder om huvudstaden Madrid. Castillo de la Villa de Martos ligger 738 meter över havet.
Terrängen runt Castillo de la Villa de Martos är huvudsakligen kuperad, men åt nordväst är den platt. Runt Castillo de la Villa de Martos är det ganska tätbefolkat, med 60 invånare per kvadratkilometer. Närmaste större samhälle är Jaén, 16,3 km öster om Castillo de la Villa de Martos. Trakten runt Castillo de la Villa de Martos består till största delen av jordbruksmark.